# (524522) 2002 VE68
2002 VE68, hay 2002 VE68, là một bán vệ tinh tạm thời của Sao Kim. Nó là bán vệ tinh đầu tiên của một hành tinh chính trong Hệ Mặt Trời được phát hiện. Nhìn từ Sao Kim, 2002 VE68 dường như đang xoay quanh nó một vòng một năm Sao Kim nhưng thực ra nó xoay quanh Mặt Trời, không phải Sao Kim.